# Miguel Ángel Rodríguez (squash)
Pour les articles homonymes, voir Miguel Rodríguez et Rodríguez.
Miguel Ángel Rodríguez, né le 20 décembre 1985 à Bogota, est un joueur colombien de squash. Il atteint en juin 2015 la quatrième place mondiale sur le circuit international, son meilleur classement. Il est vainqueur du British Open en 2018.

## Biographie
Son père, lui-même joueur de squash, l'initie à l'âge de deux ans et à l'âge de huit ans, il dispute son premier tournoi national. A 19 ans, il passe professionnel sur le circuit PSA et obtient rapidement des succès. Il marque les esprits en 2015 où pour la première fois, il rentre dans le top 10 pour finalement atteindre la quatrième place, premier joueur sud-américain dans le top 5,. Cette année 2015 le voit remporter le tournoi Motor City Open et atteindre les quarts de finale du championnat du monde et les demi-finales du British Open. En 2018, il remporte sa première finale PSA World Series en battant le champion du monde  Mohamed El Shorbagy en finale du British Open,.

## Palmarès

### Titres
- British Open : 2018
- Australian Open : 2022
- Torneo Internacional PSA Sporta : 4 titres (2009, 2013, 2018, 2019)
- Open de Colombie : 3 titres (2008, 2010, 2014)
- Motor City Open : 2015
- Bluenose Classic : 2013

### Finales
- Open des Bermudes de squash 2025
- Open de Malaisie : 2021
- Bluenose Classic : 2014
- Open de Colombie : 2 finales (2006, 2012)